# 羟基类固醇

孕烯醇酮，C3碳原子上的氢被羟基取代

羟基类固醇（英語：hydroxysteroid）是指甾体分子上的氢原子被羟基基团取代而形成的衍生物。特别是当C3碳原子上的氢被取代时，这种衍生物被称为固醇或甾醇（英語：Sterol），一例子是膽固醇。